# Moia Moia
Moia Moia est une localité de l'île de Santiago au Cap-Vert.

## Description
Moia Moia est située près de la côte orientale de l'île de Santiago, à 2 km au sud-est de la Baie de São Francisco, à 5 km au nord-est de Vale da Custa et à 14 km au nord-est de Praia. Elle se situe à environ 20 mètres d’altitude.
Moia Moia fait partie de la municipalité de São Domingos.

## Dessalement de l'eau de mer
Aucune goutte de pluie n’était tombée depuis près de 3 ans sur l'archipel.
Le gouvernement du Cap-Vert, soutenu par le Fonds international de développement agricole a fait le pari du dessalement solaire. La société Mascara a installé à Moia Moia, une unité de dessalement d’eau saumâtre, produisant 50 m 3 d’eau saine par jour, uniquement alimentée par l’énergie solaire et sans batteries. 
Les effets ont été immédiats avec une première récolte de tomates, carottes, citrouilles, concombres et pastèques et 28 agriculteurs travaillent sur les terres grâce à la mise en place de cette solution.
L’unité  leur offre une autonomie complète dans la gestion de leur parcelle et l’initiative a permis d’augmenter de 3 ha la zone irriguée avec la mise en place d’un système de goutte-à-goutte et chaque famille bénéficie de 1 180 m2 de terre à exploiter.

## Population
Au recensement de 2010, la localité comptait 205 habitants.